# Asplenium paucivenosum
Asplenium paucivenosum là một loài thực vật có mạch trong họ Aspleniaceae. Loài này được (Ching) Bir miêu tả khoa học đầu tiên năm 1962.